# Кондуело Пириз
Кондуело Пириз (Монтевидео, 17. јун 1905 — 25. децембар 1976) био је уругвајски фудбалер који је играо за репрезентацију Уругваја. Био је део екипе која је освојила први Светски куп 1930. године, али није одиграо ниједну утакмицу на турниру. Био је клупски играч Насионала.